# Nelgen
Nelgen ist ein osttimoresischer Ort im Suco Oeleo (Verwaltungsamt Bobonaro, Gemeinde Bobonaro). Er liegt im Norden der Aldeia Mologuen, auf einer Meereshöhe von 1135 m. Durch das Dorf Nelgen führt die Überlandstraße, die den Ort Lolotoe mit dem Norden Osttimors verbindet. Die nächsten Orte an der Straße sind Oeleo im Osten und Mologuen im Süden. Eine kleine Seitenstraße führt nach Norden in die kleine Siedlung Tasmil. Südwestlich liegt der Berg Abendudatoi (1792 m), südöstlich der Peop (1037 m).
In Nelgen befinden sich eine Grundschule und ein Friedhof.